# Vòng tròn ma thuật (toán học)

Vòng tròn đồng tâm ma thuật của Yang Hui – số trên mỗi vòng tròn và đường kính (bỏ qua đường giữa 9) tổng cộng là 138

Vòng tròn ma thuật được phát minh bởi nhà Tống (960 đến 1279) nhà toán học Trung Quốc Yang Hui (khoảng 1238 đến 298). Đó là sự sắp xếp các số tự nhiên trên các vòng tròn trong đó tổng các số trên mỗi vòng tròn và tổng các số trên đường kính là giống hệt nhau. Một trong những vòng tròn ma thuật của anh ta được xây dựng từ 33 số tự nhiên từ 1 đến 33 được sắp xếp trên bốn vòng tròn đồng tâm, với 9 ở giữa.

## Vòng tròn ma thuật Yang Hui
Sê-ri vòng tròn ma thuật của Yang Hui đã được xuất bản trong Xugu Zhaiqi Suanfa《續古摘奇算法》(Phần tiếp theo của các câu hỏi toán học) năm 1275. Chuỗi vòng tròn ma thuật của Yang Hui bao gồm: vòng tròn ma thuật 5 vòng tròn, 6 vòng tròn ma thuật trong vòng tròn đồng tâm ma thuật vuông, 9 vòng tròn ma thuật trong hình vuông.

### Vòng tròn đồng tâm ma thuật Yang Hui
Vòng tròn đồng tâm ma thuật của Yang Hui có các tính chất sau
- Tổng các số trên bốn đường kính = 147
  - 28 + 5 + 11 + 25 + 9 + 7 + 19 + 31 + 12 = 147
- Tổng 8 số cộng với 9 ở tâm = 147;
  - 28 + 27 + 20 + 33 + 12 + 4 + 6 + 8 + 9 = 147
- Tổng tám bán kính không có 9 = số ma thuật 69: chẳng hạn như 27 + 15 + 3 + 24 = 69
- Tổng của tất cả các số trên mỗi vòng tròn (không bao gồm 9) = 2 × 69
- Tồn tại 8 hình bán nguyệt, trong đó tổng các số = số ma thuật 69; có 16 đoạn đường (bán tròn và bán kính) với số ma thuật 69, nhiều hơn một ô vuông ma thuật 6 bậc chỉ có 12 số ma thuật.

### Yang Hui ma thuật tám vòng tròn trong một hình vuông

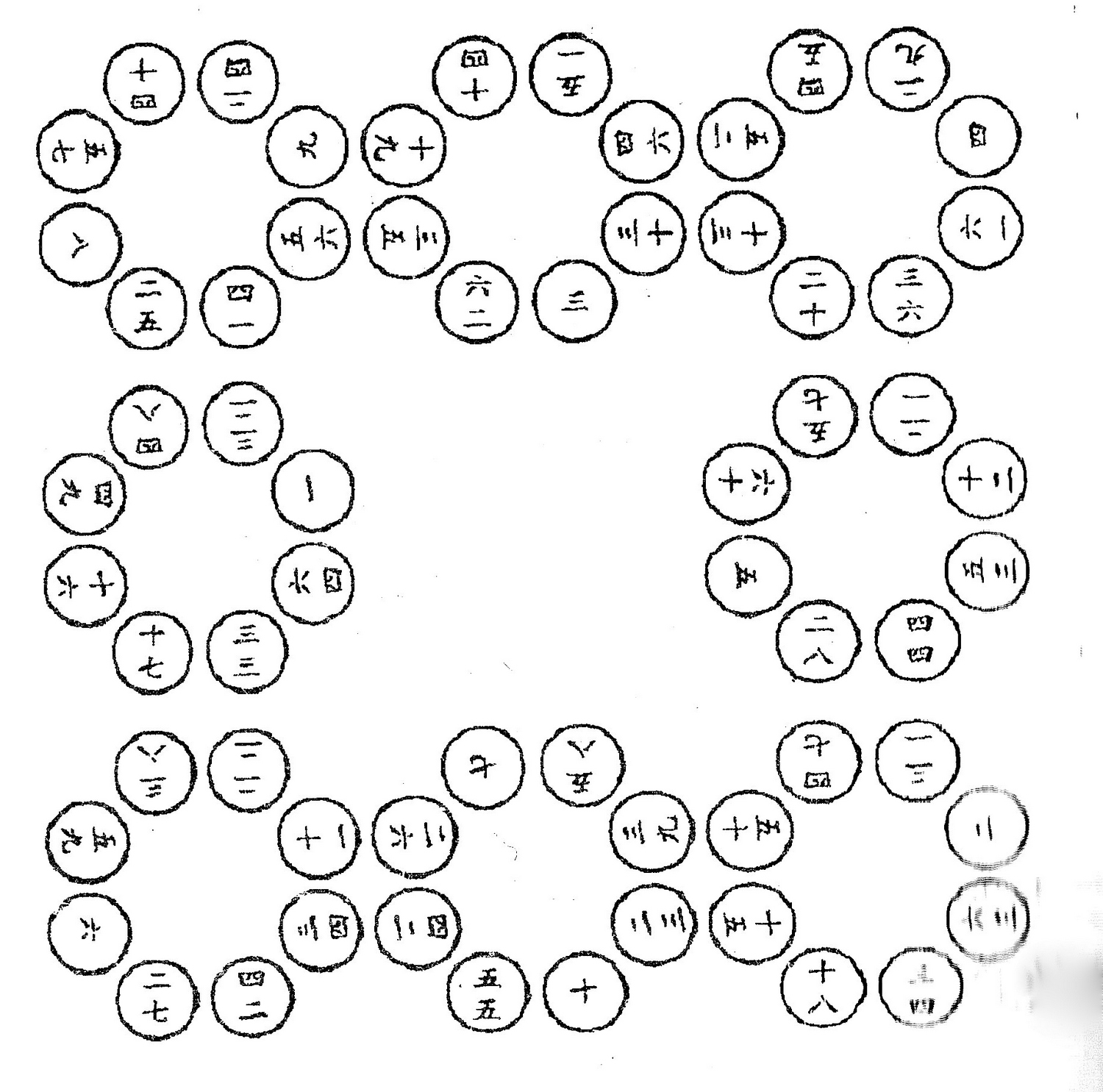
Yang Hui 8 vòng tròn ma thuật trong một hình vuông 八阵图

64 số sắp xếp theo vòng tròn gồm tám số, tổng cộng 2080, tổng ngang / dọc = 260.
Từ góc Tây Bắc theo chiều kim đồng hồ, tổng số vòng tròn 8 số là:
```
40 + 24 + 9 + 56 + 41 + 25 + 8 + 57 = 260
```

```
14 + 51 + 46 + 30 + 3 + 62 + 35 + 19 = 260
```

```
45 + 29 + 4 + 61 + 36 + 20 + 13 + 52 = 260
```

```
37 + 21 + 12 + 53 + 44 + 28 + 5 + 60 = 260
```

```
47 + 31 + 2 + 63 + 34 + 18 + 15 + 50 = 260
```

```
7 + 58 + 39 + 23 + 10 + 55 + 42 + 26 = 260
```

```
38 + 22 + 11 + 54 + 43 + 27 + 6 + 59 = 260
```

```
48 + 32 + 1 + 64 + 33 + 17 + 16 + 49 = 260
```

Ngoài ra tổng của tám số dọc theo trục WE / NS
```
14 + 51 + 62 + 3 + 7 + 58 + 55 + 10 = 260
49 + 16 + 1 + 64 + 60 + 5 + 12 + 53 = 260
```

Hơn nữa, tổng của 16 số dọc theo hai đường chéo bằng 2 lần 260:
```
40 + 57 + 41 + 56 + 50 + 47 + 34 + 63 + 29 + 4 + 13 + 20 + 22 + 11 + 6 + 27 = 2 × 260 = 520
```